# Perfluamin
Perfluamin ist eine chemische Verbindung aus der Gruppe der perfluorierten Amine.

## Gewinnung und Darstellung
Perfluamin kann durch elektrochemische Fluorierung von Tripropylamin mit Fluorwasserstoff gewonnen werden.

## Eigenschaften
In der Gasphase sind die Bindungen in Perfluamin am Stickstoff des Moleküls koplanar mit einem CNC-Winkel von 120°. Es ist strukturell eng verwandt mit Perfluortributylamin, das statt perfluorierten Propylgruppen perfluorierte Butylgruppen aufweist.

## Verwendung
Perfluamin wird als inerte Flüssigkeit in der Elektronikindustrie und als sauerstofflösendes Medium in bio-medizinischen Anwendungen verwendet. So wird es als Bestandteil von perfluorcarbonbasierten Blutersatzstoffen wie Fluosol-DA eingesetzt. Es wurde darin dem Perfluordecalin zugesetzt, um die Stabilität der Emulsion zu erhöhen.

## Regulierung
Perfluamin wurde unter der REACH-Verordnung als besonders besorgniserregender Stoff (SVHC) eingestuft.